# روابط ایران و حزب‌الله

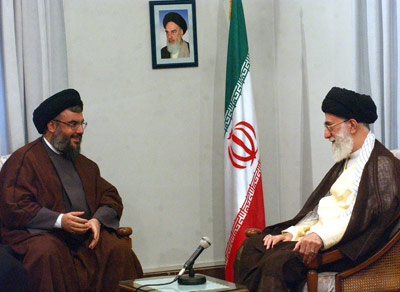
دیدار سید علی خامنه‌ای، رهبر ایران و سید حسن نصرالله، دبیرکل حزب‌الله در سال ۲۰۰۵

جمهوری اسلامی ایران حامی اصلی شبه‌نظامیان شیعه لبنانی و حزب سیاسی حزب‌الله است. حمایت ایران، از جمله کمک‌های مالی، اعزام سپاه پاسداران و آموزش، نقش مهمی در تشکیل و توسعه حزب‌الله ایفا کرده است. حزب‌الله از زمان تأسیس به عنوان نماینده ایران عمل کرده و به عنوان بخشی از «محور مقاومت» شناخته می‌شود.
خود حزب‌الله که در سال ۱۹۸۲ تأسیس شد، به عنوان یک گروه شبه‌نظامی شیعه تحت حمایت ایران در لبنان شکل گرفت. بنیان‌گذاران این سازمان مدل ارائه شده توسط سید روح‌الله خمینی پس از انقلاب ایران در سال ۱۹۷۹ را پذیرفتند و نیروهای آن توسط یک گروه از سپاه پاسداران ایران آموزش دیدند. حزب‌الله به طور رسمی در سال ۱۹۸۵ با رژیم ایران همسو شد و رابطه نزدیک بین حزب‌الله و ایران از آن زمان تاکنون ادامه داشته است.
ایران رابطه خود با حزب‌الله را حیاتی می‌داند، زیرا این رابطه به ایران امکان می‌دهد تا نفوذ خود را در شام گسترش دهد، بر اسرائیل و منافع آمریکا فشار وارد کند، هرگونه تلاش برای تغییر رژیم را دلسرد کند و به تعهدات ایدئولوژیک خود پایبند بماند.
حزب‌الله حمایت مالی قابل توجهی از ایران دریافت کرده است که برآورد می‌شود بین ۷۰۰ میلیون تا ۱ میلیارد دلار در سال باشد. علاوه بر این، ایران به هر عامل فعال، ماهیانه ۱۳۰۰ دلار حقوق میپردازد و سلاح، آموزش و کمکهای دیگری را بصورتهای گوناگون، به حزب‌الله ارائه می‌دهد.

## پس‌زمینه
حزب‌الله در سال ۱۹۸۲ توسط روحانیون جوان شیعه لبنانی که در نجف تحصیل کرده بودند، تأسیس شد. این سازمان مدل ارائه شده توسط سید روح‌الله خمینی پس از انقلاب ایران در سال ۱۹۷۹ را پذیرفت و بنیان‌گذاران آن نام «حزب‌الله» را به دستور خمینی انتخاب کردند. حزب‌الله لبنان از یک ابتکار ایرانی برای متحد کردن گروه‌های مختلف شیعه مبارز در لبنان در دوره‌ای از بی‌ثباتی داخلی و منطقه‌ای، به ویژه جنگ داخلی کشور، ظهور کرد. این سازمان توسط برخی به عنوان تلاشی از سوی مسلمانان شیعه لبنان که به طور تاریخی به حاشیه رانده شده بودند، برای اعمال نفوذ اقتصادی و سیاسی تلقی می‌شود.
نیروهای حزب‌الله توسط یک گروه ۱۵۰۰ نفری از سپاه پاسداران انقلاب اسلامی ایران، با اجازه دولت سوریه، آموزش دیده و سازماندهی شدند. آنها اجازه یافتند از طریق ارتفاعات شرقی لبنان تحت کنترل سوریه عبور کرده و در دره بقاع در طول اشغال لبنان پایگاهی ایجاد کنند.
حمایت ایران، از جمله اعزام سپاه پاسداران و کمک‌های مالی، نقش مهمی در تشکیل و توسعه حزب‌الله ایفا کرد. در ابتدا، حزب‌الله به عنوان شبکه‌ای از گروه‌های شبه‌نظامی شیعه رادیکال با اهداف استراتژیک مشترک، مانند تأسیس یک جمهوری اسلامی، اما با تفاوت در مسائل تاکتیکی عمل می‌کرد. پس از آغاز جنگ ۱۹۸۲ که با تهاجم اسرائیل به لبنان مشخص شد، حدود ۸۰۰ نفر از سپاه پاسداران به لبنان از طریق سوریه اعزام شدند تا به جذب نیروهای حزب‌الله، ارائه آموزش‌های سیاسی و مذهبی و آموزش نظامی، از جمله آموزش در تاکتیک‌های تروریستی کمک کنند.
در ژوئیه ۱۹۸۲، ایران به جنگ با اعزام ۱۵۰۰ مشاور سپاه پاسداران انقلاب اسلامی به دره بقاع لبنان واکنش نشان داد با هدف تأسیس و آموزش یک شبه‌نظامی جدید شیعه که بعدها به حزب‌الله تبدیل شد. حدود ۱۵۰۰ پاسدار در دره بقاع تحت کنترل سوریه مقر خود را برپا کردند و اردوگاه‌های آموزشی را سازماندهی کردند. تحت نظارت سپاه، مبارزان آموزش‌های چریکی دیدند، و مواد نظامی در دره بقاع در سال ۱۹۸۲ تأسیس شد. ایران یک گروه از سپاه پاسداران را به لبنان اعزام کرد، به ظاهر برای مبارزه با مهاجمان اسرائیلی.
ایران حمایت مالی به گروه‌های اسلام‌گرای تازه‌تأسیس، از جمله حزب‌الله، ارائه کرد. در سال ۱۹۸۵، حزب‌الله به طور رسمی با رژیم ایران و رهبری خمینی همسو شد. حزب‌الله از زمان تأسیس به عنوان نماینده ایران عمل کرده است و تخمین زده می‌شود که ایران حمایت مالی قابل توجهی، در حدود ۷۰۰ میلیون تا ۱ میلیارد دلار سالانه، ارائه می‌دهد.

## سازمان جهاد اسلامی نیابتی
حزب‌الله نام مستعار سازمان «جهاد اسلامی» را برای ایجاد انکار قابل قبول و پنهان کردن ارتباط خود با ایران اتخاذ کرد.
با وجود تلاش‌ها برای حفظ جدایی، شواهدی از جمله اطلاعات از طبقه‌بندی خارج شده، رابطه نزدیک بین حزب‌الله، شاخه تروریستی جهاد اسلامی آن و ایران را نشان داد.
در سال ۱۹۸۳، سیا (CIA) گزارش داد که جهاد اسلامی «به احتمال زیاد پوششی است که ایران برای عملیات تروریستی خود استفاده می‌کند، چه با استفاده از شیعیان محلی در لبنان یا عوامل محلی استخدام شده از ملیت‌های دیگر» و اینکه «نمایندگان به ایران وسیله‌ای عالی برای ایجاد توهم یک سازمان مستقل و بین‌المللی که علیه منافع ایالات متحده فعالیت می‌کند، ارائه می‌دهند.»
در حالی که در ابتدا به صورت سست سازماندهی شده بود، ایران نقش کلیدی در تبدیل جهاد اسلامی به موجودیت سازمان‌یافته‌ای که به عنوان حزب‌الله شناخته می‌شود، ایفا کرد. رسمی‌سازی و حرفه‌ای‌سازی حزب‌الله از طریق حمایت قابل توجه ایران، از جمله پول، تسلیحات، پرسنل، آموزش و راهنمایی صورت گرفت.
مقامات سفارت ایران در دمشق و سپاه پاسداران انقلاب اسلامی به طور فعال در هماهنگی فعالیت‌های شیعه رادیکال از طریق شورای لبنان، در داخل لبنان مشارکت داشتند. بر اساس اطلاعات ایالات متحده، این امر حزب‌الله را به عنوان یک بازوی مهم از دستگاه نظامی ایران تثبیت کرد. نیروهای کمکی ایرانی در واحدهای حزب‌الله جاسازی شده بودند و شبکه‌های ارتباطی و پشتیبانی را به اشتراک می‌گذاشتند.

## تأثیر ایدئولوژیک و مذهبی
تأثیر ایران از طریق اصول ایدئولوژیک، فرهنگی و مذهبی مشترک ناشی از انقلاب ایران و مفهوم ولایت فقیه شکل گرفت.
حزب‌الله پیام انقلابی آیت‌الله خمینی را پذیرفت و روحانیون آن متعهد به ایجاد یک دولت بنیادگرا در مقیاس جهانی شدند. رشد اولیه حزب‌الله را می‌توان به تأثیر روحانیون آموزش‌دیده در ایران و تعهد به آیت‌الله خمینی و مأموریت ایجاد انقلاب اسلامی در لبنان نسبت داد.
ارتباط نزدیک بین سلسله مراتب مذهبی شیعه در لبنان و ایران نیز تاریخی و از طریق روابط خانوادگی است که شامل آموزش روحانیون لبنانی در ایران، ازدواج با خانواده‌های روحانی ایرانی و ترویج گفتمان الهیاتی ایرانی می‌شود. فراتر از مسیرهای آموزشی و خانوادگی، ایدئولوژی ایرانی از طریق کانال‌های رسمی به لبنان نفوذ کرد، به‌طوری‌که سپاه پاسداران انقلاب اسلامی در لبنان نه تنها مهارت‌های شبه‌نظامی و تروریستی بلکه آموزش سیاسی و مذهبی نیز ارائه می‌داد. در سال ۱۹۸۷، CIA تأکید کرد که در حالی که ممکن است یک جنبش مستقل بنیادگرای اسلامی در لبنان ظهور کرده باشد، حمایت ایران به طور قابل توجهی توسعه آن را تسریع کرد.

## خودمختاری حزب‌الله
حزب‌الله تلاش کرده است تا تصویری از خودمختاری ارائه دهد. بیانیه تأسیس این سازمان «تعیین سرنوشت خود به دست خودمان».
حزب‌الله، در حالی که از یک رژیم اسلام‌گرای الهام‌گرفته از ایران حمایت می‌کند، اعلام می‌کند که خواهان آزادی تعیین سرنوشت برای لبنانی‌ها است.

## تأمین مالی
حزب‌الله از چندین منبع از جمله رژیم بشار اسد در سوریه، دیاسپورای لبنانی، جنایات بین‌المللی و کسب‌وکارهای قانونی تأمین مالی می‌شود.
ایران به عنوان یکی از منابع اصلی حمایت مالی از حزب‌الله شناخته می‌شود و تخمین زده می‌شود که سالانه بین ۷۰۰ میلیون تا ۱ میلیارد دلار به حزب‌الله کمک مالی می‌کند. در سال ۲۰۲۰، بر اساس گزارش وزارت امور خارجه آمریکا، حزب‌الله ۷۰۰ میلیون دلار از ایران دریافت کرده است.
افزایش تأمین مالی ایران از سال ۲۰۲۰ به نظر می‌رسد با علاقه ایران به بی‌ثبات کردن مناقشه اسرائیل و فلسطین همسو باشد. بر اساس اطلاعات اطلاعاتی آمریکا، حزب‌الله به عنوان یک نیروی نیابتی کلیدی در دستیابی به این هدف عمل می‌کند. حمایت‌ها فراتر از کمک‌های نقدی است و شامل ارسال سلاح‌ها، از جمله راکت‌ها و سلاح‌های سبک، توسط هواپیماهای باری ایرانی به حزب‌الله در لبنان می‌شود. کمک‌های مادی نیز از طریق خیریه‌های به ظاهر خصوصی که به نخبگان انقلابی ایران نزدیک هستند، منتقل می‌شود.
حزب‌الله تسلیحاتی که توسط ایران تأمین شده را به دست آورده است، از جمله ۱۱,۵۰۰ موشک که در جنوب لبنان مستقر شده‌اند. ۳,۰۰۰ نیروی حزب‌الله در ایران آموزش دیده‌اند و مهارت‌های مختلفی از جمله جنگ چریکی، شلیک موشک و توپخانه، عملیات پهپادهای بدون سرنشین، جنگ دریایی و عملیات نظامی متعارف را فرا گرفته‌اند.

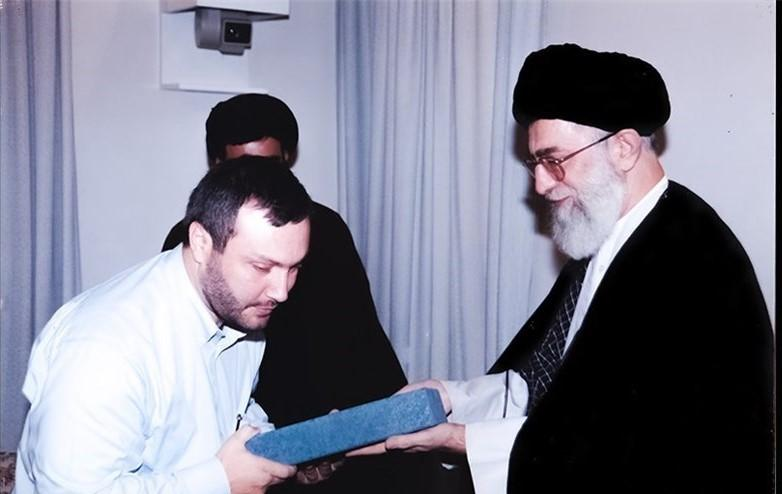
عماد مغنیه و رهبر ایران علی خامنه‌ای

ایران علاوه بر کمک‌های مالی و مادی، آموزش نیز ارائه می‌دهد و برنامه‌ها و اردوگاه‌های آموزشی را تأسیس می‌کند. به عنوان مثال، تا اوت ۲۰۰۲، گزارش شده بود که ایران اردوگاه‌های آموزشی تروریستی را در دره بقاع تحت کنترل سوریه تأمین مالی و تأسیس کرده است تا تروریست‌های حزب‌الله، حماس، جهاد اسلامی فلسطین (PIJ) و جبهه خلق برای آزادی فلسطین- فرماندهی عمومی (PFLP-GC) را آموزش دهد. ایران به طور مداوم از دخالت حزب‌الله در مناقشه فلسطین و اسرائیل حمایت کرده و عماد مغنیه، فرمانده عملیات بین‌المللی حزب‌الله، را برای کمک به گروه‌های مبارز فلسطینی مانند حماس و جهاد اسلامی فلسطین منصوب کرده است.
ایران از رسانه‌های وابسته به حزب‌الله، به ویژه ایستگاه تلویزیونی المنار که به «ایستگاه مقاومت» معروف است، حمایت مالی می‌کند. بر اساس گزارش آمریکا، ایران به طور غیرمستقیم المنار را تأمین مالی می‌کند و به بودجه سالانه تقریباً ۱۵ میلیون دلاری آن کمک می‌کند. تخمین‌ها نشان می‌دهد که ایران سالانه ۱۰۰ تا ۲۰۰ میلیون دلار به حزب‌الله کمک می‌کند که سپس به این ایستگاه تلویزیونی منتقل می‌شود.

## سلاح‌ها
حزب‌الله تسلیحاتی را که توسط ایران تأمین شده، به دست آورده است، با ۱۱۵۰۰ موشک که در حال حاضر در جنوب لبنان مستقر شده‌اند. ۳۰۰۰ نیروی حزب‌الله آموزش‌های خود را در ایران به پایان رسانده‌اند که شامل جنبه‌های مختلفی مانند جنگ چریکی، شلیک موشک و توپخانه راکتی، عملیات پهپادهای بدون سرنشین، جنگ دریایی و عملیات نظامی متعارف می‌شود.

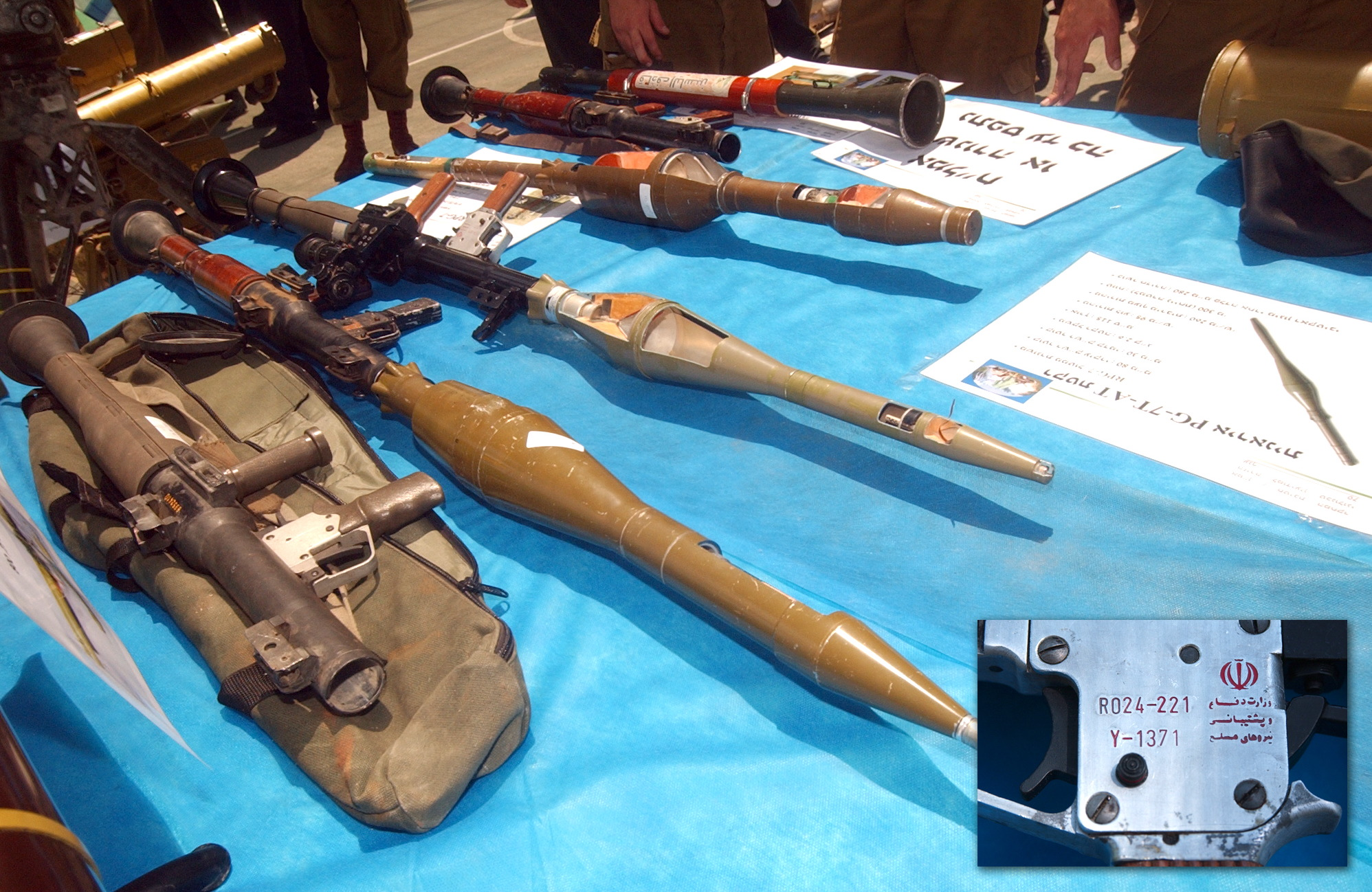
یک موشک ایرانی، کشف شده در انبار حزب الله، ۲۰۰۶

محمود علی سلیمان، عامل حزب‌الله که در اوت ۲۰۰۶ توسط نیروهای دفاعی اسرائیل به دلیل دخالتش در ربودن دو سرباز اسرائیلی در جریان یک حمله مرزی در ۱۲ ژوئیه ۲۰۰۶ دستگیر شد، در طول بازجویی خود به دریافت آموزش‌های تسلیحاتی و آموزش‌های مذهبی در ایران اعتراف کرد. او به بازجویان اطلاع داد که با یک خودروی غیرنظامی به دمشق سفر کرده و سپس به ایران پرواز کرده است. به‌جز کاتیوشای ساخت روسیه، گزارش شده که انبار توپخانه حزب‌الله به‌طور کامل از تسلیحات ساخت ایران تشکیل شده است.
در سال ۲۰۱۶، سپاه پاسداران انقلاب اسلامی ایران شروع به تجهیز حزب‌الله با موشک‌های دوربرد مجهز به سیستم‌های هدایت دقیق کرد تا به حزب‌الله توانایی حمله به مکان‌های استراتژیک در اسرائیل را بدهد. در اکتبر ۲۰۲۴، نیروهای دفاعی اسرائیل فاش کردند که در جریان درگیری‌ها در لبنان، سلاح‌های پیشرفته ایرانی زیادی کشف شده که حزب‌الله برای حمله به اسرائیل در اختیار داشته است. در تاریخ ۱۳ اکتبر ۲۰۲۴، حزب‌الله با استفاده از دو پهپاد ایرانی از نوع «مرصاد» به اسرائیل حمله کرد. در این حمله، ۴ سرباز اسرائیلی کشته و ۵۸ سرباز دیگر زخمی شدند. این پهپاد دارای برد پروازی ۱۲۰ کیلومتر است و با سرعت ۳۷۰ کیلومتر در ساعت می‌تواند ۴۰ کیلوگرم مواد منفجره حمل کند.

## تاریخ

### دهه ۱۹۸۰-۲۰۰۶
در ژوئن ۱۹۸۵، حزب‌الله پرواز ۸۴۷ TWA را ربود و خواستار آزادی ۷۰۰ مسلمان شیعه شد. ربایندگان با حمایت لجستیکی از ایران، در یک کمپین شرکت کردند که شامل کشتن یک غواص نیروی دریایی ایالات متحده و تهدید مسافران یهودی بود. حزب‌الله دخالت خود را انکار کرده است.
در ۲۷ مارس ۱۹۹۲، جهاد اسلامی، گروهی مرتبط با حزب‌الله، مسئولیت یک بمب‌گذاری انتحاری در خارج از سفارت اسرائیل در بوئنوس آیرس را بر عهده گرفت که منجر به کشته شدن ۲۰ نفر و زخمی شدن ۲۵۲ نفر شد. آژانس امنیت ملی ایالات متحده و اطلاعات اسرائیل دریافتند که بالاترین سطوح دولت ایران این حمله را تأیید کرده‌اند. هفت دیپلمات ایرانی پس از آنکه دولت آرژانتین اعلام کرد که شواهد قانع‌کننده‌ای از دخالت ایران دارد، از آرژانتین اخراج شدند.
در ۱۸ ژوئیه ۱۹۹۸، جهاد اسلامی مسئولیت انفجاری در خارج از انجمن متقابل آرژانتین-اسرائیل در بوئنوس آیرس را بر عهده گرفت که منجر به کشته شدن ۹۵ نفر و زخمی شدن ۲۰۰ نفر شد. در سال ۲۰۰۴، اطلاعات آرژانتین تعیین کرد که یک عامل ۲۱ ساله حزب‌الله با حمایت لجستیکی از ایران این حمله را اجرا کرده است. این بمب‌گذاری مرگبارترین حادثه تروریستی در آرژانتین است. در سال ۲۰۰۶، مقامات آرژانتینی حکم بازداشت بین‌المللی برای علی فلاحیان، رئیس اطلاعات ایران، صادر کردند و او را به طراحی این عملیات متهم کردند. متعاقباً، در سال ۲۰۰۷، اینترپل علی فلاحیان را به همراه چهار مقام ایرانی دیگر و یک عضو حزب‌الله به فهرست تحت تعقیب‌ترین افراد خود اضافه کرد و به دخالت ادعایی آنها در این بمب‌گذاری اشاره کرد.
در ۱۷ مه ۱۹۹۵ رهبر عالی ایران، آیت‌الله علی خامنه‌ای، حسن نصرالله دبیرکل حزب‌الله و محمد یزبک عضو شورای شورا را به عنوان نمایندگان مذهبی خود در لبنان منصوب کرد.
در ۲۵ ژوئن ۱۹۹۶ حزب‌الله با حمایت ایران مسئولیت بمب‌گذاری کامیونی در نزدیکی برج‌های خُبَر در عربستان سعودی را بر عهده گرفت که منجر به کشته شدن ۱۹ نفر و زخمی شدن ۵۰۰ نفر شد. در سال ۲۰۰۱، یک دادگاه فدرال ایالات متحده ادعا کرد که یک افسر ایرانی در هدایت این عملیات دخیل بوده است.
در ۱ اوت ۲۰۰۵ نصرالله با رهبر عالی خامنه‌ای و رئیس‌جمهور ایران وقت احمدی‌نژاد در تهران دیدار کرد.

### جنگ ۲۰۰۶ لبنان
مجله صنعت دفاعی Jane's Defence Weekly در تاریخ ۴ اوت ۲۰۰۶ فاش کرد که در جریان درگیری اسرائیل و لبنان در سال ۲۰۰۶، حزب‌الله به طور رسمی از ایران درخواست کرد تا جریان مداومی از تسلیحات را برای تقویت عملیات خود علیه اسرائیل فراهم کند. بر اساس منابع دیپلماتیک غربی که در گزارش ذکر شده‌اند، مقامات ایرانی به حزب‌الله اطمینان دادند که تأمین مداوم تسلیحات برای «مرحله بعدی رویارویی» ادامه خواهد داشت.
ایران تأمین تسلیحات به حزب‌الله را انکار کرده است. گزارش‌های متعددی به طور مداوم خلاف این را نشان داده‌اند. محتشمی‌پور، سفیر سابق در لبنان و دبیرکل کنفرانس انتفاضه، در یک روزنامه ایرانی اظهار داشت که ایران موشک‌ها را به شبه‌نظامیان شیعه تحویل داده است. او همچنین تأکید کرد که حزب‌الله تأیید کشورش را برای استفاده از تسلیحات در دفاع از لبنان دارد.
نیروهای دفاعی اسرائیل حزب‌الله را به عنوان یک شاخه عملیاتی از نیروهای مسلح ایران می‌دانند؛ یک مقام ارشد دفاعی اسرائیل به Jane's Defence Weekly گفت که «ما باید در نظر داشته باشیم که آنچه در لبنان با آن مواجه هستیم، نه یک شبه‌نظامی بلکه یک تیپ نیروهای ویژه ارتش ایران است.»
در مصاحبه‌ای در سال ۲۰۰۷ با ایستگاه تلویزیونی عربی‌زبان ایرانی القوثر، نایب دبیرکل حزب‌الله نعیم قاسم اظهار داشت که تأیید آیت‌الله‌های تهران برای تمامی عملیات‌های انتحاری و دیگر عملیات‌ها در لبنان ضروری است. در سال ۲۰۰۸، ایران با صدور یک تمبر پستی، یک رهبر تازه‌درگذشته حزب‌الله را گرامی داشت.

## همچنین ببینید
- محور مقاومت
- روابط ایران و لبنان
- جنگ ۲۰۰۶ اسرائیل و لبنان
- تأمین مالی حزب‌الله